# Pavonia graomogoliana
Pavonia graomogoliana är en malvaväxtart som beskrevs av Antonio Krapovickas. Pavonia graomogoliana ingår i släktet påfågelsmalvor, och familjen malvaväxter. Inga underarter finns listade i Catalogue of Life.